# 可巴君
可巴君（INN：corbadrine；USAN：levonordefrin）
是一种儿茶酚胺拟交感神经药，在美国牙科领域用作局部鼻腔减充血剂和血管收缩剂。该药物通常与局部麻醉剂（如甲哌卡因）预先混合成溶液。
可巴君也是抗高血压药物甲基多巴的代谢产物。